# Víctor Fernández Freixanes
Víctor Fernández Freixanes (24 d'agost de 1951) és un escriptor gallec, periodista, editor i professor d'universitat, premi Torrente Ballester el 1993.
Es donà a conèixer el 1979 amb Unha ducia de gallegos, biografies escrites a l'estil de Josep Pla, A caza das cascudas (1980), i el 1982 amb O triángulo inscrito na circunferencia va obtenir el Premi de la Crítica de narrativa gallega, i el 1987 amb la publicació d'O enxoval da noiva en la que recreava un ambient del Renaixement i per la que novament va obtenir el 1988 el Premi de la Crítica de narrativa gallega.
El 1993 va obtenir el premi Torrente Ballester per la novel·la  A cidade dos Césares que situà en una colònia de gallecs de la Patagònia argentina en el segle xviii.
Professor de la facultat de ciències de la informació de la Universitat de Santiago de Compostel·la, dirigí "Alianza Editorial" entre 1996 i 1998, i des del 2002, l'editorial Galaxia.